# Digidesign
Digidesign är ett företag i ljudteknik-branschen. Företaget grundades 1984 av Peter Gotcher och Evan Brooks, och är ett av de ledande företagen i världen inom mjuk- och hårdvara för hårddiskinspelning och ljudbearbetning. Deras mest kända produktlinje är Pro Tools som lanserades 1991. Sedan 1995 är Digidesign en del av Avid Technology.